# Sporren 16

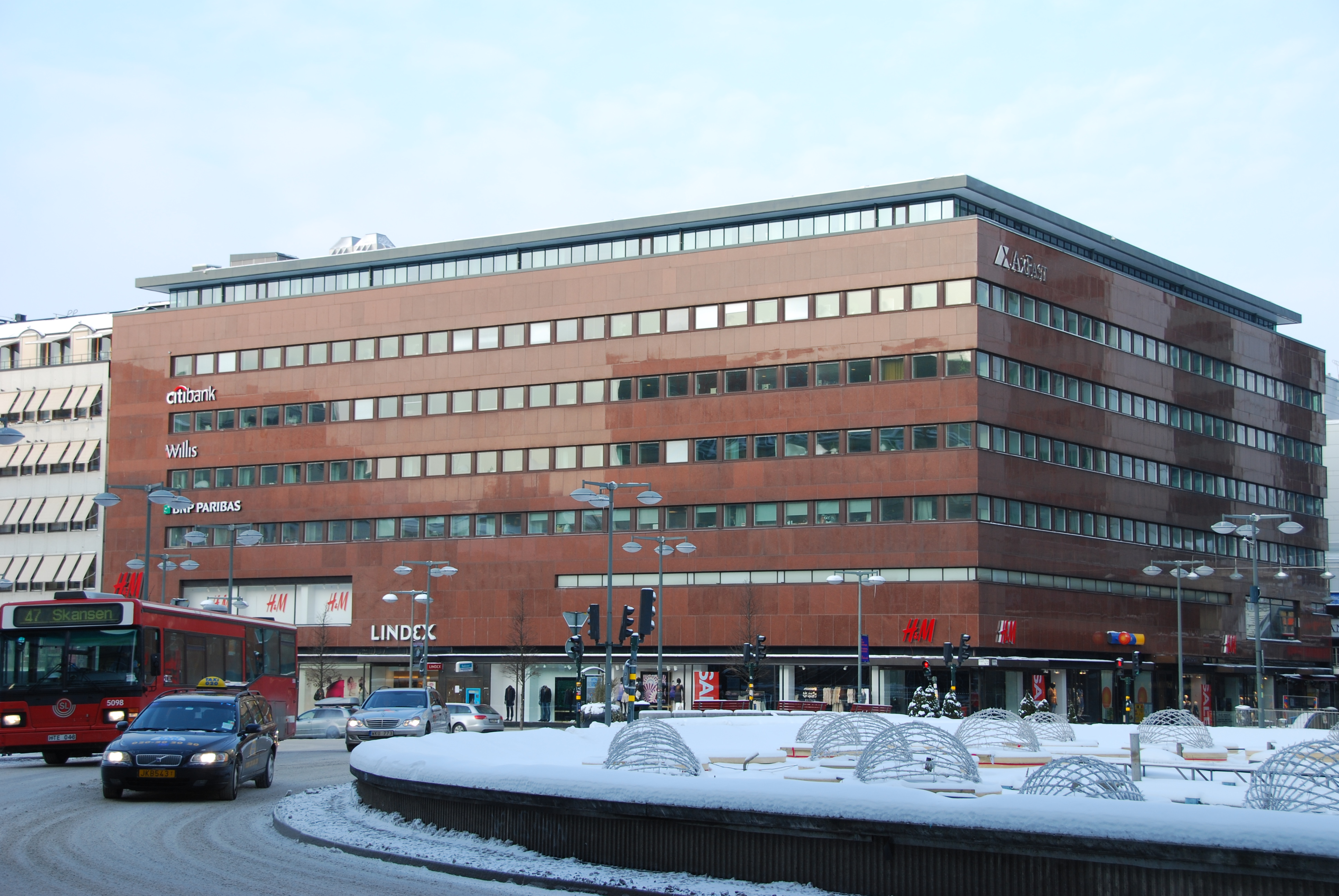
Sporren 16

Sporren 16, även EPA-huset eller John Mattssonhuset, är en kontors- och affärsfastighet vid Sergels torg 14 på Norrmalm i centrala Stockholm. 
Den sju våningar höga kubiska byggnaden uppfördes 1960-62, som en del i Norrmalmsregleringen, och inhyste till en början varuhuset EPA och kallas därför ibland för EPA-huset. Förutom varuhuset fanns kontor för John Mattsons Byggnads AB och filial för Svenska Handelsbanken . Huset ritades av arkitekttrion Stig Ancker, Bengt Gate och Sten Lindegren. Arkitekterna lät täcka den slutna volymen med mörkt rödbruna polerade granitplattor.
Den totala lokalytan uppgår till 14 000 kvadratmeter, och idag har klädkedjor tagit över stora delar av de 5000 kvadratmetrarna butiksytor.
Byggnaden gavs en grön kulturhistorisk klassificering av Stadsmuseets Norrmalmsinventering 2007.